# 北海道森林管理局
北海道森林管理局（ほっかいどうしんりんかんりきょく）は、札幌市にある林野庁の地方支分部局で、北海道の区域を管轄している。

## 組織
- 北海道森林管理局（札幌市中央区宮の森3条）
  - 森林技術・支援センター（士別市東5条）
  - 知床森林生態系保全センター（斜里郡斜里町ウトロ東番外地）
  - 石狩地域森林ふれあい推進センター（札幌市中央区宮ノ森3条）
  - 常呂川森林ふれあい推進センター（北見市北斗町）
  - 釧路湿原森林ふれあい推進センター（釧路市千歳町）
  - 駒ヶ岳・大沼森林ふれあい推進センター（函館市新川町）

## 管内森林管理署
- 石狩森林管理署  (札幌市)
- 空知森林管理署  (岩見沢市)
  - 北空知支署  (幌加内町)
- 胆振東部森林管理署 (白老町)
- 日高北部森林管理署 (日高町)
- 日高南部森林管理署 (新ひだか町)

### 旭川事務所管内
- 留萌北部森林管理署 (天塩町)
- 留萌南部森林管理署 (留萌市)
- 上川北部森林管理署 (下川町)
- 宗谷森林管理署  (稚内市)
- 上川中部森林管理署 (旭川市) - 管内に外国樹種見本林がある。
- 上川南部森林管理署 (南富良野町)

### 北見事務所管内

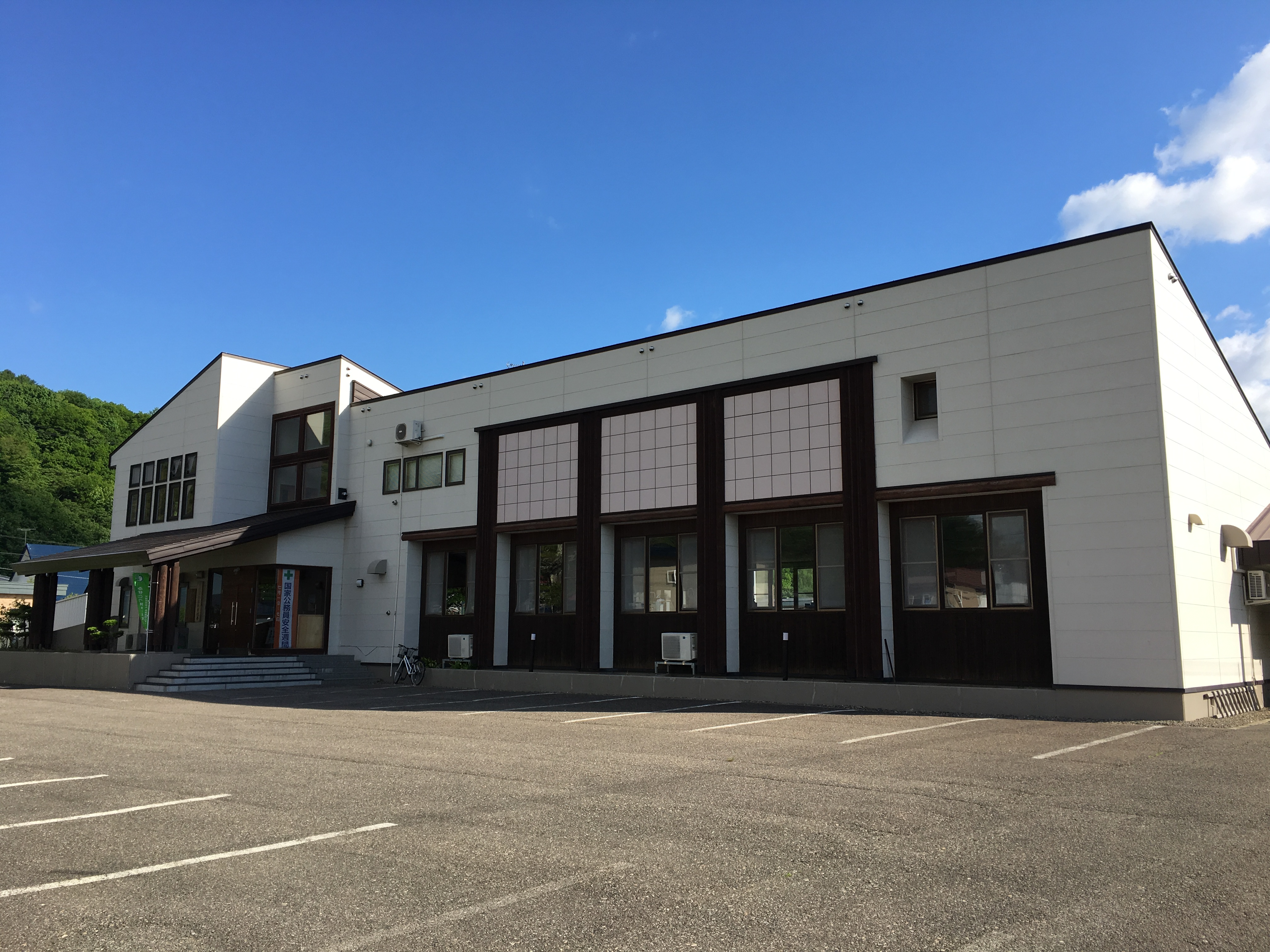
網走西部森林管理署（遠軽町）

- 網走西部森林管理署（遠軽町） 
  - 西紋別支署（滝上町）
- 網走中部森林管理署（置戸町）
- 網走南部森林管理署（小清水町）

### 帯広事務所管内
- 根釧西部森林管理署 (釧路市)
- 根釧東部森林管理署 (標津町)
- 十勝東部森林管理署 (足寄町)
- 十勝西部森林管理署 (帯広市) 
  - 東大雪支署  (上士幌町)

### 函館事務所管内
- 後志森林管理署 (倶知安町)
- 檜山森林管理署 (厚沢部町)
- 渡島森林管理署 (八雲町)